# Conmael
Conmael (irl. Conmhaol) – legendarny zwierzchni król Irlandii z dynastii Milezjan (linia Emera) w latach 969–939 p.n.e. Piąty i ostatni syn Emera Finna, zwierzchniego króla Irlandii.
Według średniowiecznej irlandzkiej legendy i historycznej tradycji został zwierzchnim królem irlandzkim po pokonaniu i zabiciu Eithriala w bitwie pod Raerie. Był pierwszym zwierzchnim królem z Munsteru. Walczył w dziesięciu bitwach z różnymi przeciwnikami, m.in. z Palapem, synem Eremona. Panował przez trzydzieści lat, aż został pokonany i zabity przez Tigernmasa, potomka Eremona, w bitwie pod Aenach Macha. Członkowie rodu Eoganachta podawali się za jego potomków. Lebor Gabála Érenn zsynchronizowało jego panowanie ze śmiercią biblijnego Samsona z Izraela oraz Fleuthiusa, króla Asyrii.